# Урі Міхаелі
Міхаелі (Прессман) Урі (1900, Кам'янець-Подільський — 4 липня 1976, Ізраїль) — державний і громадський діяч, один із засновників цивільної авіації в Ерец-Ісраель.

## Біографія
Батьками були Михайло і Лія Прессман, активісти сіоністського руху. Вивчав математику в университеі[якому?] у Києві.
У 1921 емігрував в Ерец-Ісраель. В період з 1929 по 1941 входив у виконавчий комітет Гистадрута. В 1935 році був одним із засновників Аероклубу Ерец-Ісраель (1936-1941 — перший секретар). У 1941 був призначений директором авіакомпанії «Авірон», служив на цій посаді до створення Держави Ізраїль. Потім в 1948 був призначений начальником відділу цивільної авіації при Міністерстві транспорту Ізраїлю, займав цю посаду до 1960. В 1960 році був призначений радником з цивільної авіації та генеральним директором національної ради з Цивільної авіації при Міністерстві транспорту Ізраїлю.
В честь Міхаелі був названий аеропорт в Хайфі.